# Sjon Hauser
Sjon Hauser is een Nederlandse journalist, publicist, kinderboekenschrijver en Thailandkenner. Hij is woonachtig in Thailand.

## Levensloop
Hauser studeerde biologie en vestigde zich in 1983 als journalist in Chiang Mai in Noord-Thailand. Hij schreef onder meer enige reisgidsen over Thailand en twee journalistieke boeken over de samenleving: Thailand: zacht als zijde, buigzaam als bamboe en De strepen van de tijger. Daarnaast schreef hij in 2000 het deel Thailand in de Landenreeks van Oxfam Novib en het (Koninklijk Instituut voor de Tropen) (KIT).
Sjon Hauser schrijft ook voor het blad de Tegel dat uitgegeven wordt door de Nederlandse Vereniging Thailand.

## Publicaties
- 1987 – Thailand (Kosmos reisgids)
- 1990 – Thailand. Zacht als zijde, buigzaam als bamboe (reisverhalen)
- 1991 – Maleisië en Singapore (Kosmos reisgids)
- 1992 – Thailand (ANWB reisgids)
- 1996 – De strepen van de tijger: modern Thailand (reisverhalen)
- 1997 – Spotlights op Thailand
- 2000 – Thailand: mensen, politiek economie, cultuur, milieu (landenreeks Novib/KIT)
- 2001 – De kampioenen van Tijgerberg (fictie jeugd, KIT) verfilmd als Tigermountain will never die (2001), in opdracht van het Ministerie van Buitenlandse Zaken. Regie: Gerrit van Elst.
- 2002 – Stropers betrapt (fictie jeugd, KIT)
- 2003 – Gek, gevaarlijk, geweldig : bijzondere en nuttige planten en dieren uit Azië (non-fictie jeugd, KIT)
- 2003 – Langs de Mekong (reisverhalen, eerder verschenen in de Volkskrant)
- 2007 – Thailand ; Op bezoek in... Azië (wereldreeks, KIT)
- 2008 – Mekong : van de Gouden Driehoek naar Vietnam (reisverhalen)
- 2008 – Cambodja ; Op bezoek in... Azië (wereldreeks, KIT)
- 2009 – Vietnam ; Op bezoek in... Azië (wereldreeks, KIT)
- 2010 – Tunesië ; Op bezoek in... Noord-Afrika (wereldreeks, KIT)
- 2010 – Filipijnen (landenreeks, KIT)

- International Standard Name Identifier: 0000 0003 6918 0874
- Library of Congress Control Number: n2001042045
- Nederlandse Thesaurus van Auteursnamen: 072643080
- Virtual International Authority File: 281047868
- WorldCat: E39PBJj4tYKVT9f4fFcxCKYMfq